# Maitland (Floride)
Pour les articles homonymes, voir Maitland.
Maitland est une ville américaine située dans le comté d'Orange en Floride.

## Démographie
| 1900 | 1910 | 1920 | 1930 | 1940 | 1950 |
| ---- | ---- | ---- | ---- | ---- | ---- |
| 136  | 157  | 172  | 511  | 463  | 889  |

| 1960  | 1970  | 1980  | 1990  | 2000   | 2010   |
| ----- | ----- | ----- | ----- | ------ | ------ |
| 3 570 | 7 157 | 8 763 | 9 110 | 12 019 | 15 751 |

Selon le recensement de 2010, Maitland compte 15 751 habitants. La municipalité s'étend sur 6,41 milles carrés (16,6 km2), dont 5,27 milles carrés (13,65 km2) de terres.

## Personnalités
- Veda Victoria (Vicky) Ross (1927-2002), une des Ross Sisters, est morte à Maitland.